# Medvědí hora (Hrubý Jeseník)
Medvědí hora (německy Bärenherd) je hora na severní rozsoše Mravenečníku v pohoří Hrubý Jeseník v severovýchodní části okresu Šumperk v Olomouckém kraji, asi 2,5 km východo-jihovýchodně od Koutů nad Desnou. Hora dosahuje nadmořské výšky 1167 m.
Asi 400 m jihozápadně se nacházejí tři větrné elektrárny. Asi 1 km východně se nalézá vodopád na Borovém potoce.

## Popis
Hora se nachází v chráněné krajinné oblasti Jeseníky, která byla zřízena za účelem ochrany lesa, rostlin, živočichů a mineralogických lokalit a náleží do Desenské hornatiny.
Vrchol se nachází na konci úzkého stupňovitého rozsochového hřbetu a je tvořen fylonitizovanými biotitickými perlovými až migmatickými rulami. Svahy jsou zalesněné smrkovými porosty.

## Turistika
Na vrcholu se nachází vyhlídkové místo Rysí skála pojmenované podle vrcholového skaliska. Vyhlídka je zpřístupněna okružní naučnou stezkou Rysí skála spolu s okružní zelenou turistickou značkou. Tyto značky vycházejí z vrcholové stanice lanovky z Kout nad Desnou, z Kout vychází i červená značka procházející kolem Medvědí hory a vedoucí na Dlouhé stráně.
U vrcholové stanice lanovky byla v roce 2014 postavena 18 m vysoká železná rozhledna s dřevěným opláštěním. Rozhledna je volně přístupná.
Kolem vrcholu procházejí cyklistické trasy číslo 6155 a 6263. Kolem sjezdovek vedou singletrailové trasy.
Na severozápadním svahu se nachází skiareál Kouty s lyžařskými vleky, šestisedačkovou lanovkou Kouty nad Desnou – Medvědí hora z roku 2010 a sjezdovkami. Zároveň z něj vybíhají běžkařské trasy na Dlouhé stráně a Mravenečník.